# Hankajärvi (sjö i Tammerfors, Birkaland)
Hankajärvi är en sjö i kommunen Tammerfors i landskapet Birkaland i Finland. Sjön ligger 133,8 meter över havet. Arean är 1,01 kvadratkilometer och strandlinjen är 10,3 kilometer lång. Sjön  ingår i Kumo älvs huvudavrinningsområde.   Den ligger omkring 24 km nordöst om Tammerfors och omkring 170 km norr om Helsingfors. 
I sjön finns öarna Martinsaari, Laivasaari och Mäntysaari. 